# Som sneen falder
|  | Denne artikel er oprettet af botten PalnaBot ud fra en ekstern database. Den kan derfor have sproglige fejl eller mangler. Denne skabelon kan fjernes efter kontrol af indholdet. |

Som sneen falder er en animationsfilm fra 1991 instrueret af Malene Vilstrup efter manuskript af Malene Vilstrup.

## Handling
En persons skiftende sindsstemninger og kriser under en uforanderlig situation - snevejr. En animation på realfilmbaggrund.